# Padang Tepong
Padang Tepong is een bestuurslaag in het regentschap Empat Lawang van de provincie Zuid-Sumatra, Indonesië. Padang Tepong telt 2699 inwoners (volkstelling 2010).